# ウェーブ (曲)
「ウェーブ」（Vou te contar）は、アントニオ・カルロス・ジョビン作曲のボサノヴァの曲。

## 概要
1967年10月発表のジョビンのアルバム『Wave』に収録された。作曲者自ら作詞の歌詞がある。ポルトガル語題名では、"Vou te contar"（あなたに説明しよう）となる。英語題名では、"Wave" となる。ポルトガル語の文献でも、"Wave" としているのもある。日本語題名では、『ウェーブ』『波』『ボサノバウェーブ』となる。
アメリカ合衆国でも、フランク・シナトラがカヴァーするなど、人気がある。
YouTubeで、アントニオ・カルロス・ジョビンとトッキーニョの共演の動画、小泉ニロの動画、その他いろいろな動画録音がアップロードされている。

## カヴァー
ブラジル
- アントニオ・カルロス・ジョビン　Antônio Carlos Jobim
- セルジオ・メンデス 　Sérgio Mendes

アメリカ合衆国
- フランク・シナトラ　Frank Sinatra
- スタンリー・タレンタイン　Stanley Turrentine
- オスカー・ピーターソン　Oscar Peterson
- ポール・デズモンド　Paul Desmond
- エラ・フィッツジェラルド　Ella Fitzgerald

日本
- 松原みき
- 小泉ニロ